# 83 a. C.
El año 83 a. C. fue un año del calendario romano prejuliano. En el Imperio romano, fue conocido como el año 671 Ab Urbe condita.

## Acontecimientos

### Roma
- Sila vuelve a Italia de sus campañas en Grecia, derrota a las fuerzas populares de Cayo Norbano Balbo en la Batalla del monte Tifata.
- Lucio Licinio Murena, el gobernador romano de Asia, choca con las fuerzas pónticas de Mitrídates VI, comenzando la segunda guerra mitridática.
- Un incendio quema el Templo de Júpiter (Júpiter Capitolino) y destruye la colección de los Libros Sibilinos.
- Sertorio llega a Hispania.[1]

## Nacimientos
- Marco Antonio